# 손정락
손정락(孫汀洛, 1963년 4월 3일 ~ )은 대한민국의 제5대 경상남도 양산시의원이었다.

## 학력
- 덕계국민학교 졸업
- 개운중학교 졸업
- 울산공업고등학교 졸업
- 경남공업전문대학교 기계설계학과 졸업

## 경력
- 양산시 한나라당 중앙위원
- 덕계초등학교 총동창회 부회장
- 한나라당 경남정치대학원 수료
- 개운중학교 총동창회 의전실장
- 웅상읍 체육회 이사
- 천성초등학교 운영위원장
- 천성초등학교 초대 체육진흥회 회장
- 웅상읍 내연마을 이장(통장)
- 양산시 덕계동 주민자치위원
- 국제RC3720지구 제5지역 총재 지역대표
- 양산로타리클럽 초대 회장
- 2007 ~ 2009 양산시 덕계동 체육회 회장
- 사회복지법인 가버나움 복지재단 협력이사
- JCI-KOREA 웅상 특우회
- 울산공고 총동문회 특별부회장
- 파일테크 대표이사
- 한나라당 중앙위원회 상임위원
- 양산시 철쭉회 부회장
- 2010.07 ~ 2011.01 제5대 경상남도 양산시의회 의원
- 2010.07 ~ 2011.01 제5대 경상남도 양산시의회 전반기 의회운영위원회 위원
- 2010.07 ~ 2011.01 제5대 경상남도 양산시의회 전반기 산업건설위원회 위원
- 2010.07 ~ 2011.01 제5대 경상남도 양산시의회 전반기 예산결산특별위원회 위원
- 2010.12 ~ 2010.12 제5대 경상남도 양산시의회 예산결산 및 업무보고청취특별위원회 위원

## 역대 선거 결과
|  | 37.71% |

|  | 28.46% |